# Berki Marcell
Berki Marcell Tibor (2004. június 14. –) magyar korosztályos válogatott labdarúgó, csatár. Jelenleg az NB II-ben szereplő Kecskeméti TE játékosa.

## Pályafutása

### Klubcsapatokban
Marcell hat évesen szülővárosában a Fehérvárban (akkori nevén Videoton) ismerkedett meg a labdarúgás alapjaival, 2018-ban csatlakozott az osztrák Red Bull Salzburg akadémiájára. 2022. február 20-án a tartalékcsapatban játszotta első profi mérkőzését, az SKN St. Pölten ellen, a negyedik mérkőzésén szerezte első gólját és gólpasszát a LASK Amateure OÖ ellen. 2023. július 11-én öt év után visszatért a Fehérvár csapatához.

### A válogatottban
Többszörös magyar utánpótlás válogatott.

## Statisztika

### Klubcsapatokban
2025. augusztus 18-i állapot szerint.
| Klub                          | Szezon         | Bajnokság      | Bajnokság | Bajnokság | Kupa  | Kupa  | Nemzetközi | Nemzetközi | Egyéb | Egyéb | Összesen | Összesen |
| Klub                          | Szezon         | Liga           | Mérk.     | Gólok     | Mérk. | Gólok | Mérk.      | Gólok      | Mérk. | Gólok | Mérk.    | Gólok    |
| ----------------------------- | -------------- | -------------- | --------- | --------- | ----- | ----- | ---------- | ---------- | ----- | ----- | -------- | -------- |
| Liefering                     | 2021–22        | 2. Liga        | 6         | 1         | —     | —     | —          | —          | —     | —     | 6        | 1        |
| Liefering                     | 2022–23        | 2. Liga        | 7         | 0         | —     | —     | —          | —          | —     | —     | 7        | 0        |
| Liefering                     | Összesen       | Összesen       | 13        | 1         | —     | —     | —          | —          | —     | —     | 13       | 1        |
| Fehérvár                      | 2023–24        | NB I           | 13        | 1         | —     | —     | —          | —          | —     | —     | 13       | 1        |
| Fehérvár                      | 2024–25        | NB I           | 2         | 0         | —     | —     | —          | —          | —     | —     | 2        | 0        |
| Fehérvár                      | Összesen       | Összesen       | 15        | 1         | —     | —     | —          | —          | —     | —     | 15       | 1        |
| Fehérvár II (kölcsönben)      | 2023–24        | NB III         | 16        | 1         | —     | —     | —          | —          | —     | —     | 16       | 1        |
| Kecskeméti TE                 | 2024–25        | NB I           | 19        | 0         | 1     | 0     | —          | —          | —     | —     | 20       | 0        |
| Kecskeméti TE                 | 2025–26        | NB II          | 2         | 0         | —     | —     | —          | —          | —     | —     | 2        | 0        |
| Kecskeméti TE                 | Összesen       | Összesen       | 21        | 0         | 1     | 0     | —          | —          | —     | —     | 22       | 0        |
| Kecskeméti TE II (kölcsönben) | 2024–25        | NB III         | 5         | 2         | —     | —     | —          | —          | —     | —     | 5        | 2        |
| Teljes karrier                | Teljes karrier | Teljes karrier | 70        | 5         | 1     | 0     | —          | —          | —     | —     | 71       | 5        |

1. ↑  Magában foglalja a magyar kupában való pályára lépéseit.